# Los Robinson de Varsovia

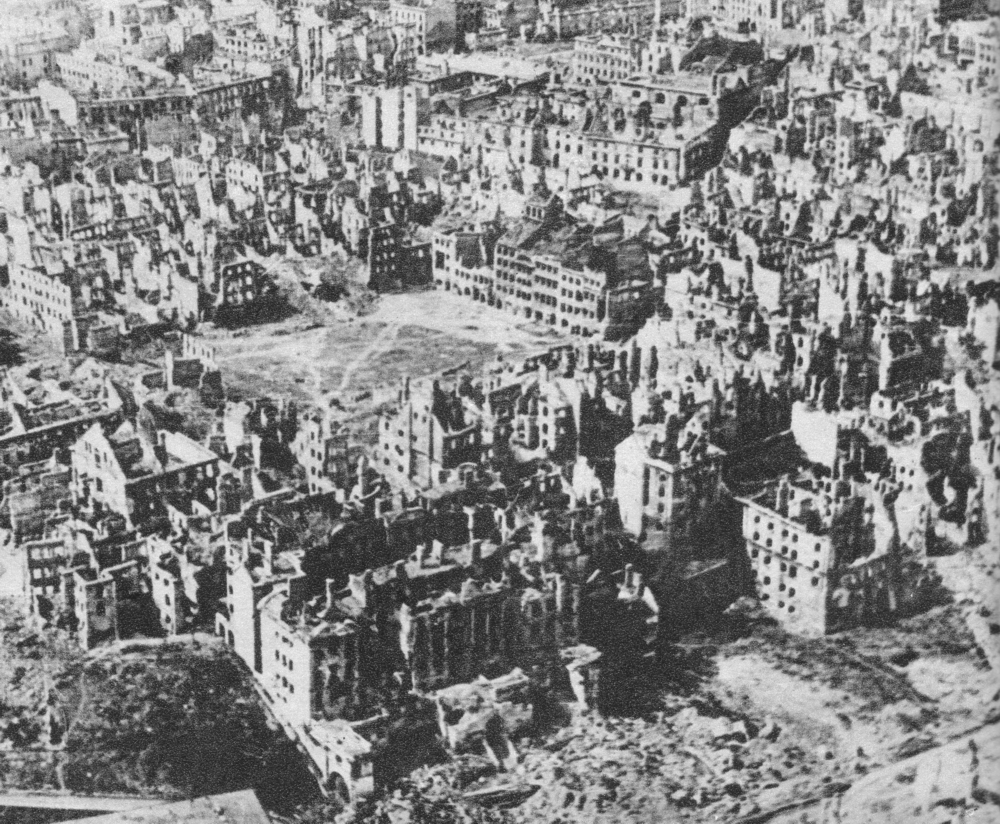
Ruinas de Varsovia en enero de 1945.

Los Robinson de Varsovia: un apodo dado a las personas que, tras la capitulación del Levantamiento de Varsovia (1 de agosto - 3 de octubre de 1944), decidieron permanecer en la capital y esconderse de los alemanes en sus ruinas, a menudo hasta que el Ejército Rojo y el Ejército Popular Polaco entraron en Varsovia el 17 de enero de 1945 como resultado de la operación de Varsovia. El más famoso de los Robinson era Władysław Szpilman.

## Origen
El término Robinson de Varsovia apareció por primera vez antes de la guerra, en la novela de ciencia ficción de Antoni Słonimski, Dos fines del mundo (1937).

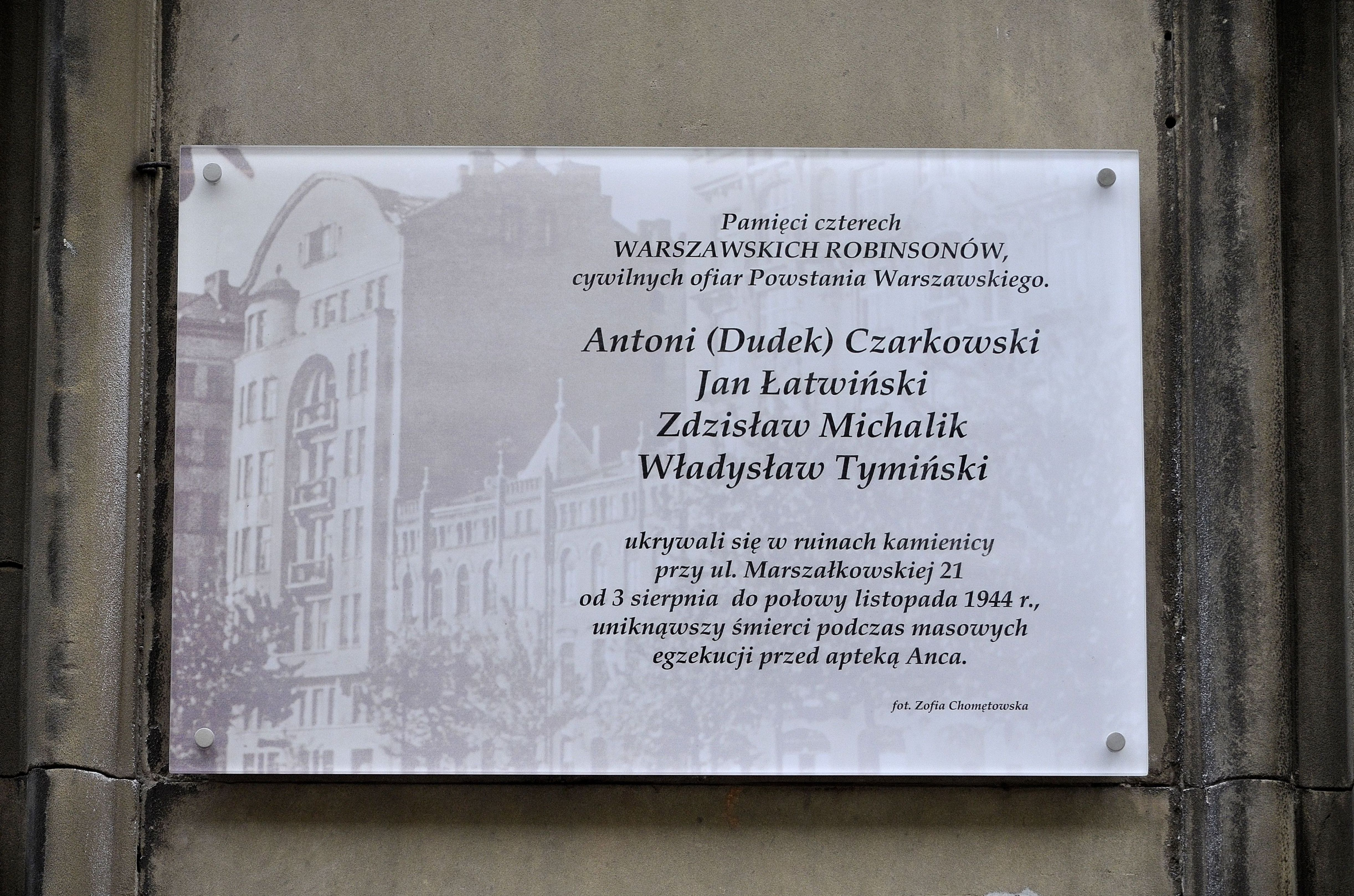
Placa conmemorativa de cuatro Robinson de Varsovia inaugurada en 2015 en la calle Marszałkowska 21/25.

En la novela, casi toda la humanidad está siendo exterminada por los rayos azules de la muerte emitidos por Hans Retlich, un loco que consideraba que el programa político de Adolf Hitler no era lo suficientemente radical (Retlich es un anagrama inexacto del apellido de Hitler). Por casualidad, Henryk Szwalba, un subsector de librerías sobrevive el ataque de Retlich en Varsovia. En el título del cuarto capítulo, el autor lo llama Robinson de Varsovia, y la trama de la novela se refiere varias veces al Robinson Crusoe de Daniel Defoe. Por ejemplo, Szwalba se encuentra con su Piętaszek en la desierta Varsovia, un tal Chomiak, un alcohólico que utiliza un dialecto de Varsovia estilizado, el llamado wiech.

## "Evacuación" de Varsovia
Sobre la base del Układ o zaprzestaniu działań wojennych w Warszawie (en español: Acuerdo de cese de hostilidades en Varsovia) firmado el 2 de octubre de 1944, todos los civiles que permanecieran en Varsovia debían abandonar la ciudad junto con las unidades del Ejército Nacional, que capitularon. La mayoría de los supervivientes abandonaron la capital en la primera década de octubre. Después de una corta estancia en el campo de tránsito en Pruszków, la mayoría de ellos fueron enviados a realizar trabajos forzados en Alemania o desplazados a los distritos occidentales del Gobierno General. La evacuación de los heridos y enfermos de los hospitales insurgentes terminó el 24 de octubre de 1944. El mismo día, la Junta Principal y las Juntas de Distrito de la Cruz Roja Polaca, que habían permanecido en Varsovia hasta entonces, se evacuaron a Radom. El 25 de octubre entró en vigor una orden que prohibía a los civiles permanecer en la ciudad. Desde entonces, Varsovia ha sido una zona militarizada (Festung Warschau). Al mismo tiempo, las tropas destructivas alemanas comenzaron a demoler sistemáticamente la capital polaca y a saquear la propiedad que allí quedaba.
Sin embargo, en la ciudad desierta y en ruinas, todavía se escondía la gente que no tenía intención de salir de Varsovia. A esta gente se les llamaba Robinsons de Varsovia (refiriéndose a la novela de Słonimski y al famoso Robinson Crusoe de Defoe). Hoy en día, es difícil estimar con precisión el número de estas personas. Según Jadwiga Marczak, había alrededor de 400 de ellos, mientras que Stanisław Kopf calculó que el número de escondidos era de alrededor de 1000. Los Robinsons eran hombres y mujeres. Se podía encontrar ancianos entre ellos, pero no se encontró información que indicara que también había niños escondidos en las ruinas (sin contar a los adolescentes).
Había varias razones por las que los Robinsons decidieron quedarse en Varsovia. Este grupo incluía, entre otros, a personas que lograron sobrevivir a las ejecuciones masivas organizadas durante las primeras semanas del levantamiento por los soldados de Reinefarth y Dirlewanger, para luego esconderse en las ruinas. Estas personas permanecieron aisladas del mundo y a menudo durante mucho tiempo ni siquiera sabían que el levantamiento había llegado a su fin. En Varsovia quedó también un grupo relativamente grande de personas de origen judío y algunos insurgentes que no creían en las garantías alemanas sobre el trato de los prisioneros de acuerdo con el Convenio de La Haya. También había algunos enfermos y ancianos en la ciudad que no tenían la fuerza o el coraje para emprender un viaje errante. Además, en las ruinas se escondían personas que querían seguir luchando contra los alemanes de esta manera. Para los Robinsons más jóvenes, quizás era también un elemento de aventura.
Los Robinsons solían esconderse en sótanos o en los áticos de edificios desiertos. Por lo general, trataban de esconderse en los edificios más ruinosos, que no corrían peligro de ser incendiados o volados por unidades destructivas alemanas. Los sótanos de estos edificios se convirtieron en verdaderos búnkeres camuflados, con suministro de aire y varias entradas. A veces atravesaban los sótanos vecinos, obteniendo así una comunicación subterránea. En las ruinas se escondían tanto personas individuales como grupos de personas. El mayor grupo de 37 fugitivos se escondió en el sótano de la casa en la calle Sienna. A los Robinsons se les podía encontrar en todos los distritos de Varsovia, aunque la mayoría de las veces se escondían en el Śródmieście, y luego en Żoliborz y Ochota.

## Condiciones de vida
Las condiciones de vida de los Robinsons eran extremadamente difíciles. El principal problema era encontrar agua y alimentos en la ciudad destruida. A cada paso, los fugitivos tenían que tener cuidado de no revelar su escondite a los alemanes por ningún rastro, sonido u olor (por ejemplo, humo del horno). Por esta razón, los Robinsons sólo podían salir de sus refugios si había una clara necesidad. Algunos de los refugiados sufrieron heridas más o menos graves. A esto hay que añadir los problemas psicológicos que resultan de estar encerrado y solo o de estar en el mismo, pequeño grupo de personas. Como recordó uno de los escondidos:
"En invierno calentamos la habitación con un horno de hierro. Había mucho combustible, pero debido al hecho de que los alemanes podían ver el humo, sólo se podía fumar por la noche. Durante el día solíamos dormir. Cuando la oscuridad caía, nuestras vidas comenzaban."
Los Robinson (excepto en casos aislados) trataron de evitar el contacto con los alemanes. Sin embargo, ellos consideraron que los escondidos eran una seria amenaza para sus espaldas y los trataron como agentes bolcheviques. El 18 de octubre de 1944, el general Smilo von Lüttwitz, comandante del 9º Ejército alemán que operaba en la zona de Varsovia, emitió una orden advirtiendo a sus unidades subordinadas que en las ruinas de Varsovia todavía hay polacos insidiosos que pueden amenazar la retaguardia del ejército alemán. Los elementos que se esconden en las ruinas y sótanos de las casas son un peligro constante en la parte trasera de las unidades de combate. Tres regimientos de policía: 34, 17 y 23, fueron ordenados a llevar a cabo una gran łapanka para limpiar completamente la ciudad. Los alemanes solían matar a los Robinson capturados en el acto. Una de las excepciones es la situación que ocurrió el 15 de noviembre de 1944, cuando los fugitivos capturados como resultado de la gran łapanka fueron enviados al campo de Pruszków.
El destino de los Robinson varió. Algunos lograron informar a la gente de fuera sobre su situación y luego salir de la ciudad con la ayuda de trabajadores polacos empleados por los alemanes mientras vaciaban la ciudad de materiales valiosos o con la ayuda de los empleados del Consejo Principal de Bienestar Social y de la Cruz Roja Polaca. Otros fueron encontrados y asesinados por los alemanes. Algunos de los Robinson se escondieron en las ruinas hasta la liberación de Varsovia por el Ejército Rojo y el Ejército Popular Polaco en enero de 1945.
El más famoso de los Robinson de Varsovia fue Władysław Szpilman. Durante varias semanas, Marek Edelman y Wacław Gluth-Nowiejski, publicista y cronista del levantamiento de Varsovia, también se escondieron en las ruinas de la ciudad.

## Película
El guion basado en las memorias de Szpilman, fue escrito por Czesław Miłosz y Jerzy Andrzejewski, y luego se transformó radicalmente de acuerdo con la propaganda comunista, según la cual se hizo la película Miasto nieujarzmione.

## Conmemoración
El 2 de octubre de 2015, en la pared del edificio en la calle Marszałkowska 21/25, fue inaugurada una placa conmemorativa de cuatro Robinson de Varsovia: Antoni (Dudek) Czarkowski, Jan Latwiński, Zdzisław Michalik y Władysław Tymiński, que se escondían en la esquina de las calles Marszałkowska y Oleandrów.